# Alice (cantante)
Carla Bissi, nota anche con lo pseudonimo di Alice Visconti (Forlì, 26 settembre 1954), è una cantautrice, pianista e compositrice italiana.
Dopo la gavetta negli anni settanta, ha raggiunto il grande successo negli anni ottanta grazie anche al sodalizio artistico con Franco Battiato e Giusto Pio, autori di molti suoi successi come Il vento caldo dell'estate (1980), Per Elisa (vincitrice del Festival di Sanremo 1981 e suo brano più noto), Una notte speciale (1981), Messaggio (1982). Altri suoi brani noti Chan-son egocentrique (1982) e I treni di Tozeur (1984), registrati in duetto con lo stesso Battiato. Con quest’ultimo brano il duo ha anche partecipato all'Eurovision Song Contest 1984.
Negli anni successivi la sua carriera si è orientata verso un percorso di maggiore sperimentazione musicale, in particolare nell'ambito dell'elettronica e della musica classica, con gli album Park Hotel (1986), Mélodie passagère (1988), Mezzogiorno sulle Alpi (1992) e Charade (1995), e caratterizzato da tematiche colte ed ermetiche, sovente di ricerca spirituale, come nell'acclamato Il sole nella pioggia (1989), e God is my DJ (1999).
Particolare rilevanza hanno avuto, nel corso della sua carriera, le collaborazioni con colleghi italiani (il suo futuro compagno Francesco Messina, produttore e collaboratore abituale in tutti i suoi album, Juri Camisasca, Giusto Pio, Bluvertigo, Paolo Fresu, Claudio Baglioni, Tiziano Ferro, oltre al già citato Franco Battiato) ed internazionali (Peter Hammill, Tony Levin, Richard Barbieri, Skye dei Morcheeba).

## Biografia

### Gli esordi
Inizia la carriera di cantante fin da giovanissima, con il suo vero nome (Carla Bissi), partecipando a vari concorsi per nuovi talenti: il primo di cui si ha notizia è il V Festival Internazionale dei Ragazzi, che si tiene a Sanremo il 17 e 18 luglio 1965.
In questi anni è allieva di pianoforte e canto di Rosa Nisi, madre di Checco Marsella dei Giganti, nonché nota pianista e compositrice.

### Anni settanta
Nel 1971 vince il Festival di Castrocaro con una personale interpretazione di Tanta voglia di lei, classico dei Pooh; la stampa le attribuisce, grazie ai suoi grandi occhi scuri, il soprannome la Cerbiatta di Forlì.
L'anno successivo partecipa di diritto al Festival di Sanremo con la canzone Il mio cuore se ne va, ma non arriva in finale. La cantante affermerà più volte che il pezzo non la entusiasmava. Sempre nel 1972, con il brano La festa mia (scritto da Franco Califano), viene premiata con la "Gondola d'Argento" alla Mostra internazionale di musica leggera di Venezia.

#### Il cambio del nome
Nel 1973 incide la canzone Il giorno dopo, versione italiana di The Morning After, che l'anno precedente aveva vinto il premio Oscar come colonna sonora del film L'avventura del Poseidon. 

Ritorna a cantare nel 1975, pubblicando per la CBS il suo primo album, La mia poca grande età, col nome di Alice Visconti, nome che le viene ispirato dalla protagonista del celebre romanzo Le avventure di Alice nel Paese delle Meraviglie del 1865 di Lewis Carroll, e il cognome inventato dal suo produttore. Seguono quindi dei singoli quali Io voglio vivere/Sempre tu sempre di più e Piccola anima/Mondo a matita, di Carla Vistarini e Luigi Lopez, che entrano in classifica. In quel periodo, Alice si cimenta anche in veste di co-conduttrice radiofonica del programma L'uomo della notte, trasmesso dalle stazioni del Secondo Programma, oggi Rai Radio 2.

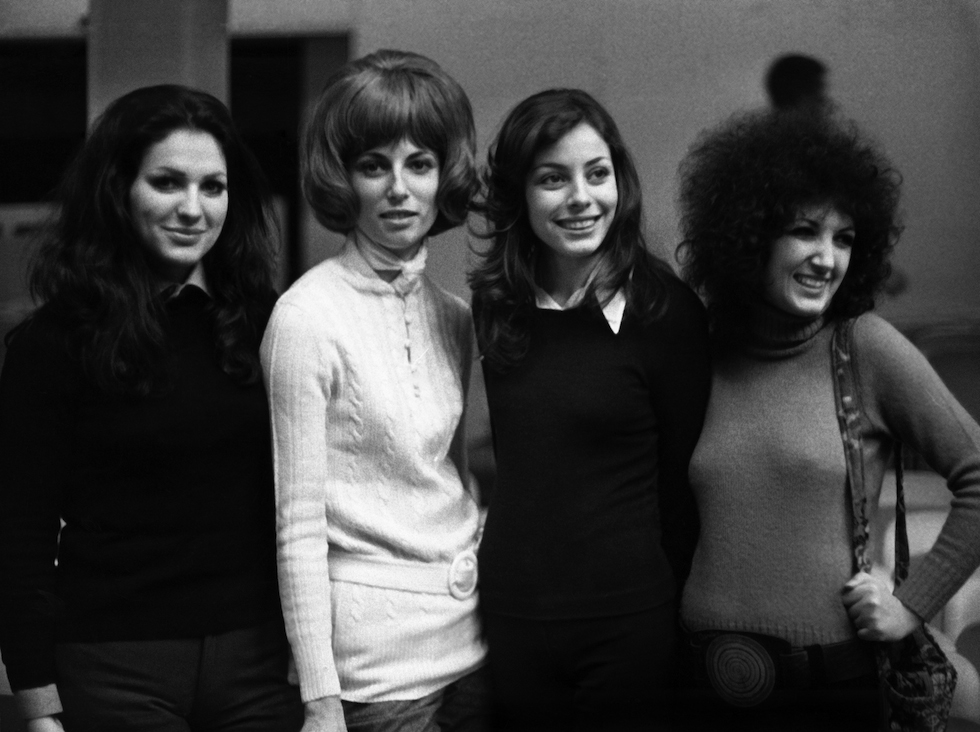
Alice (terza da sinistra) al Festival di Sanremo 1972, assieme alle colleghe Marisa Sacchetto, Angelica e Marcella Bella.

Nel 1978 viene pubblicato il secondo LP Cosa resta... un fiore, dal quale vengono estratti altri due singoli (…E respiro e Un'isola). Un'isola è scritta da Carla Vistarini e Luigi Lopez, come molti dei brani dell'album, la voce presenta un timbro particolare con i caratteristici toni bassi.

### Anni ottanta: l'incontro con Battiato e Pio e il successo europeo
Nel 1980 Alice abbandona il cognome "Visconti", firma per la EMI e si affianca ad un nuovo gruppo di lavoro, col produttore Angelo Carrara, lo stesso di Franco Battiato: dall'incontro con quest'ultimo, la giovane cantante inizia a perfezionarsi nella composizione delle sue canzoni; ed è assieme a Battiato, Giusto Pio e l'autore siciliano Francesco Messina, che firma Il vento caldo dell'estate, suo primo vero successo, che la spinge nelle zone alte dell'hit-parade e che è anche in gara al Festivalbar. Esce anche un album dal titolo Capo Nord: chiaramente riconoscibile il tocco di Franco Battiato, particolarmente all'avanguardia, presente come coautore e negli arrangiamenti insieme a Giusto Pio.

#### Il trionfo a Sanremo (1981)
Nel 1981, Alice scrive assieme a Battiato e a Giusto Pio la canzone Per Elisa. Il produttore Angelo Carrara suggerisce ad Alice di presentarlo al Festival di Sanremo e la canzone si classifica al primo posto, arrivando anche al vertice dell'hit-parade. Parte il suo primo tour europeo; Per Elisa e l'album Alice (uscito alcuni mesi dopo il Festival, frutto ancora una volta della collaborazione con Battiato e Giusto Pio) vengono pubblicati con successo in molti altri paesi tra cui la Germania, dove l'artista raggiunge subito una notevole popolarità: si può dire che Alice abbia venduto più dischi in Germania che in Italia. Nell'estate del 1981, infatti, la cantante ottiene un'altra importante affermazione con un altro singolo, Una notte speciale, che rimane nella hit delle classifiche tedesche per ben due anni, anche questa composta e arrangiata ancora una volta dal duo Battiato-Pio.
Nell'estate 1982 esce il singolo Messaggio, che raggiunge il quarto posto in hit-parade: autori, ancora una volta, Battiato-Pio, sebbene il primo si celi sotto lo pseudonimo di Albert Kui. In autunno, Alice e Battiato duettano nel brano Chanson egocentrique, altro singolo di successo tratto dall'album Azimut. Nel 1983 vince, come capitana assieme a Nada della squadra della EMI, la manifestazione televisiva Azzurro. In autunno esce l'album Falsi allarmi, sempre prodotto da Angelo Carrara ma questa volta senza la collaborazione di Battiato e Pio. Nel disco spicca il brano Notte a Roma, mentre il primo singolo estratto è Il profumo del silenzio, che ebbe un discreto successo ma non riuscì a scalare le classifiche come i singoli precedenti.

Alice a Sanremo 1981, dove vinse con Per Elisa

Nel 1984 Alice vende oltre un milione e mezzo di copie in Germania, duettando col cantautore tedesco Stefan Waggershausen nel brano Zu nah am Feuer, e partecipa all'Eurofestival a Lussemburgo in coppia con Franco Battiato, presentando I treni di Tozeur, che si classifica al quinto posto nella rassegna, riscuotendo poi grande successo sia in Italia che all'estero.
Nel 1985 pubblica l'album Gioielli rubati, registrato tra Milano e il Power Station di New York, per l'ultima volta con la produzione di Angelo Carrara. Si tratta di un tributo a Franco Battiato, arrangiato con la collaborazione di Roberto Cacciapaglia: tra le riletture spicca la sua personale interpretazione di Prospettiva Nevski, il singolo estratto. L'album riscuote un buon successo: entra in classifica anche in molti paesi europei e Alice ottiene il Premio Tenco quale migliore interprete dell'anno.

#### Il distacco da Battiato (1986)
Terminata dopo tre album la collaborazione con Franco Battiato e Angelo Carrara, nel 1986 inizia una nuova fase nella carriera della cantante, rappresentata dall'album Park Hotel, primo frutto del lungo sodalizio artistico e personale con Francesco Messina, che sarà il produttore di quasi tutti i successivi progetti discografici di Alice. Nell'album hanno suonato musicisti di fama internazionale come Jerry Marotta, Phil Manzanera e Tony Levin. Uno dei singoli è Nomadi, brano scritto da Juri Camisasca. L'interesse del pubblico nei suoi confronti si consolida e aumenta anche all'estero: infatti Park Hotel riesce a piazzarsi nelle top 20 degli LP più venduti in molti paesi europei tra cui Austria, Svizzera, Germania, Finlandia, Svezia, ecc.
Nel 1987 la cantante pubblica Elisir (Premio della critica in Germania), una raccolta che contiene alcuni brani tratti dai precedenti lavori, rivisitati attraverso nuovi arrangiamenti, e due inediti. Vince in Germania il Goldene Europa per i successi ottenuti in terra tedesca e altri Paesi, mentre in Giappone esce un'altra raccolta, Kusamakura, che attinge dai brani degli ultimi due LP.
Nello stesso anno l'artista si avvicina ad un repertorio ancora più colto attraverso alcuni concerti (come quello tenuto alla Sala Verdi del Conservatorio di Milano) con l'accompagnamento al pianoforte di Michele Fedrigotti, nei quali Alice esegue composizioni di Satie, Fauré e Ravel: l'album Mélodie passagère (1988) è il risultato di quest'esperienza.
Nel 1989 esce Il sole nella pioggia, album che apre le porte ad una dimensione maggiormente spirituale grazie anche all'apporto autorale di Juri Camisasca. Oltre al brano che dà il titolo all'album, spiccano Tempo senza tempo, L'era del mito e Anìn à gris (da una poesia di Maria Grazia Di Gleria in lingua friulana musicata da un giovanissimo Marco Liverani), omaggio al Friuli, dove l'artista vive tuttora. Visioni è il primo singolo estratto: l'album resta in classifica per diverse settimane. Partecipano, tra gli altri, anche Paolo Fresu, Steve Jansen e Richard Barbieri (ex Japan), Dave Gregory degli XTC, Jon Hassell. Inoltre Alice duetta con Peter Hammill dei Van der Graaf Generator in Now and Forever, a conclusione dell'album. Seguirà un lungo tour italiano ed europeo, nel 1990.

### Anni novanta
Nel 1992 esce Mezzogiorno sulle Alpi, album più ermetico, nel quale l'artista raggiunge il punto più alto, fino a quel momento, della propria maturazione artistica, in cui interpreta anche La recessione, un testo di Pier Paolo Pasolini musicato da Mino Di Martino. Cresce anche la schiera di collaboratori internazionali con musicisti come Danny Thompson, Gavin Harrison, Jakko Jakszyk dei King Crimson. Il singolo di lancio dell'album è In viaggio sul tuo viso, che Alice presenta al Festivalbar; segue un tour in Italia e in Europa.
A maggio del 1994 è protagonista di alcuni concerti con l'orchestra sinfonica Arturo Toscanini per il progetto Art & Decoration, che comprende musiche di Fauré, Ravel, Ives, Montsalvage e altri; il progetto non è mai stato pubblicato su disco.
Dopo aver lasciato la EMI (che tra l'altro aveva pubblicato un remix di Chanson egocentrique senza la sua approvazione), Alice approda alla WEA con l'album Charade (1995), mantenendosi sulla scia dei lavori precedenti: testi introspettivi (i singoli Non ero mai sola e Dammi la mano amore portano la firma dell'artista), e parecchi musicisti di fama internazionale: (Trey Gunn, Steward Gordon, ancora Paolo Fresu, e il California Guitar Trio).
Al 1996 risale la sua ultima tournée europea, nella quale è accompagnata da Robby Aceto, Ben Coleman, Mick Karn e Steve Jansen. Nello stesso anno partecipa come interprete e coautrice all'album di Trey Gunn The third star, per quanto concerne il brano omonimo. Il 1997 è un altro anno di collaborazioni, con Francesco Messina e altri, nel progetto Devogue e nell'album Metallo non metallo dei Bluvertigo (Troppe emozioni).
Nel 1998 esce Exit, album nel quale viene dato ampio spazio all'elettronica. Open Your Eyes, cantata in duetto con Skye dei Morcheeba, è il fortunato singolo di lancio. Il videoclip del brano viene registrato a Londra con la regia di Nick Small.
Subito dopo nasce il progetto God Is My DJ, in cui Alice propone non musica sacra ma la ricerca del sacro nella musica e comprende anche canzoni scritte da Battiato; la maggior parte dei concerti in questo periodo sono stati tenuti direttamente nelle chiese. Nel 1999 God Is My DJ diventa un album.

### Anni 2000

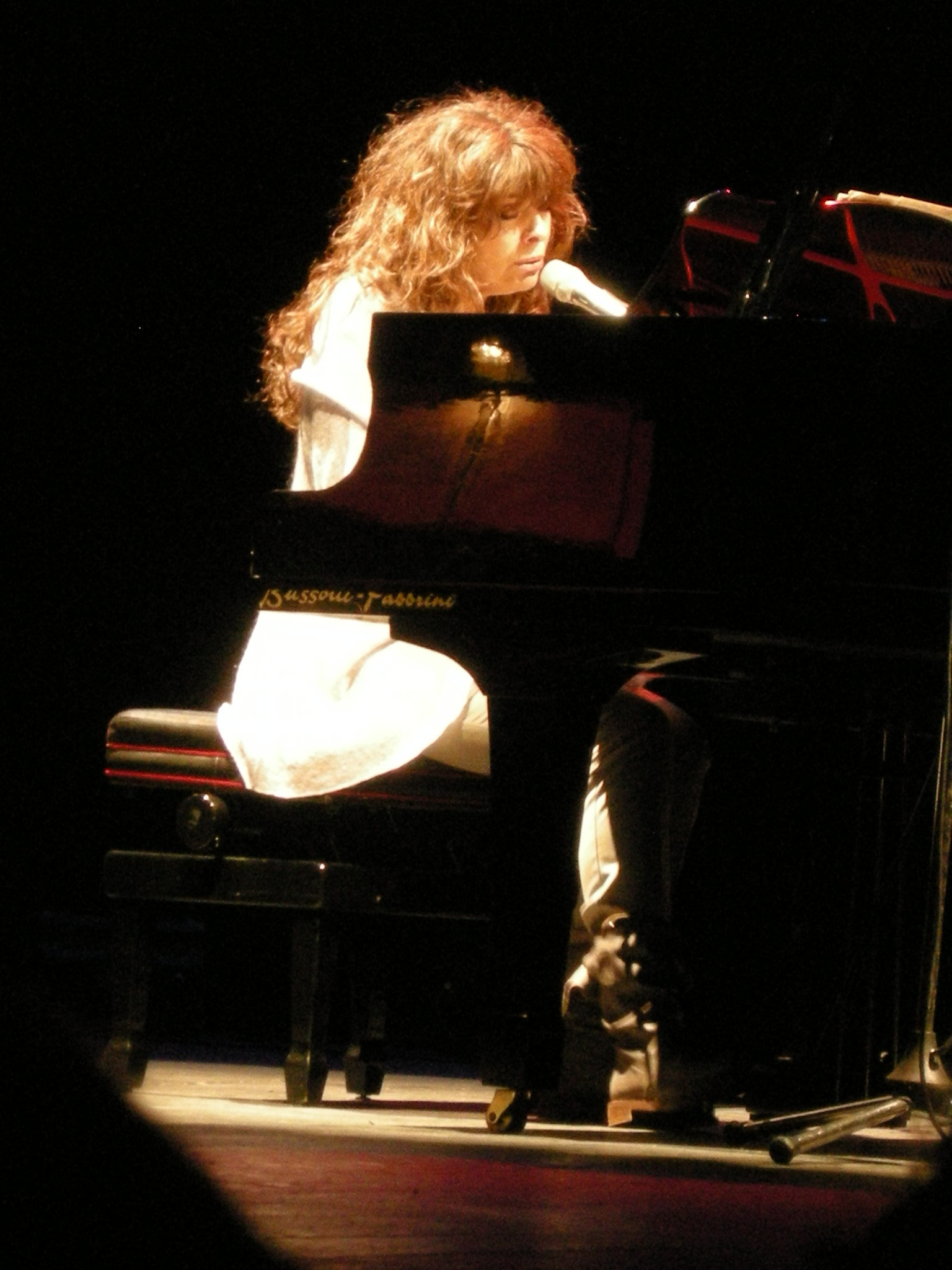
Alice al pianoforte nel 2009

Nel 2000 Alice partecipa al Festival di Sanremo con un brano di Juri Camisasca dal titolo Il giorno dell'indipendenza, classificandosi nona. Viene pubblicato l'album Personal Juke Box che, oltre alla canzone sanremese e ad altri due inediti, comprende i successi di Alice, alcuni dei quali riarrangiati (spicca la nuova versione di Chanson Egocentrique in duetto coi Bluvertigo).
Nel 2002 nasce il progetto live incentrato sull'importanza della parola e della poesia nella canzone e getta le basi per la realizzazione del successivo album.
Nell'autunno del 2003 infatti viene pubblicato per l'etichetta indipendente Nun Entertainment Viaggio in Italia, un omaggio a cantautori quali Franco Battiato, Fabrizio De André, Francesco De Gregori, Francesco Guccini, Giorgio Gaber, Ivano Fossati; Alice interpreta anche due brani di Lucio Battisti con testi di Pasquale Panella (Cosa succederà alla ragazza ed Ecco i negozi, quest'ultima in duetto con Morgan). Al disco collaborano anche Paolo Fresu, Jakko Jakszyk e Tim Bowness dei No-Man.
Nel 2004 partecipa al progetto degli Zerouno (con la produzione artistica di Luca Urbani) cantando nel brano Sospesa. Tra il 2006 e il 2008 tiene alcuni concerti con il nuovo progetto Lungo la strada, nel quale Alice pone l'attenzione su alcuni temi quali l'amore, la guerra, la poesia, la ricerca di sé stessi, la fede, costantemente al centro dell'esistenza. Si esibisce con Steve Jansen, Marco Pancaldi e Alberto Tafuri.
Nel marzo 2009, Alice pubblica il suo primo disco dal vivo, intitolato appunto Lungo la strada live. Il 21 giugno 2009 partecipa ad Amiche per l'Abruzzo, concerto benefico svoltosi allo stadio Giuseppe Meazza di Milano e finalizzato alla raccolta di fondi per la popolazione dell'Abruzzo, a seguito del terremoto del 6 aprile 2009; all'evento partecipano sul palco 43 artiste italiane; Alice si esibisce con Il contatto e Per Elisa. Sempre nel 2009, riceve il "Premio Mia Martini 2009". Partecipa, inoltre, al disco di Claudio Baglioni Q.P.G.A., nella canzone Una storia finita.

### Anni 2010
Nel 2010, Alice torna a collaborare con Stefan Waggershausen nel brano Was soll ich dir sagen, contenuta nell'ultimo disco del cantautore tedesco, come autrice e interprete della parte italiana del testo.

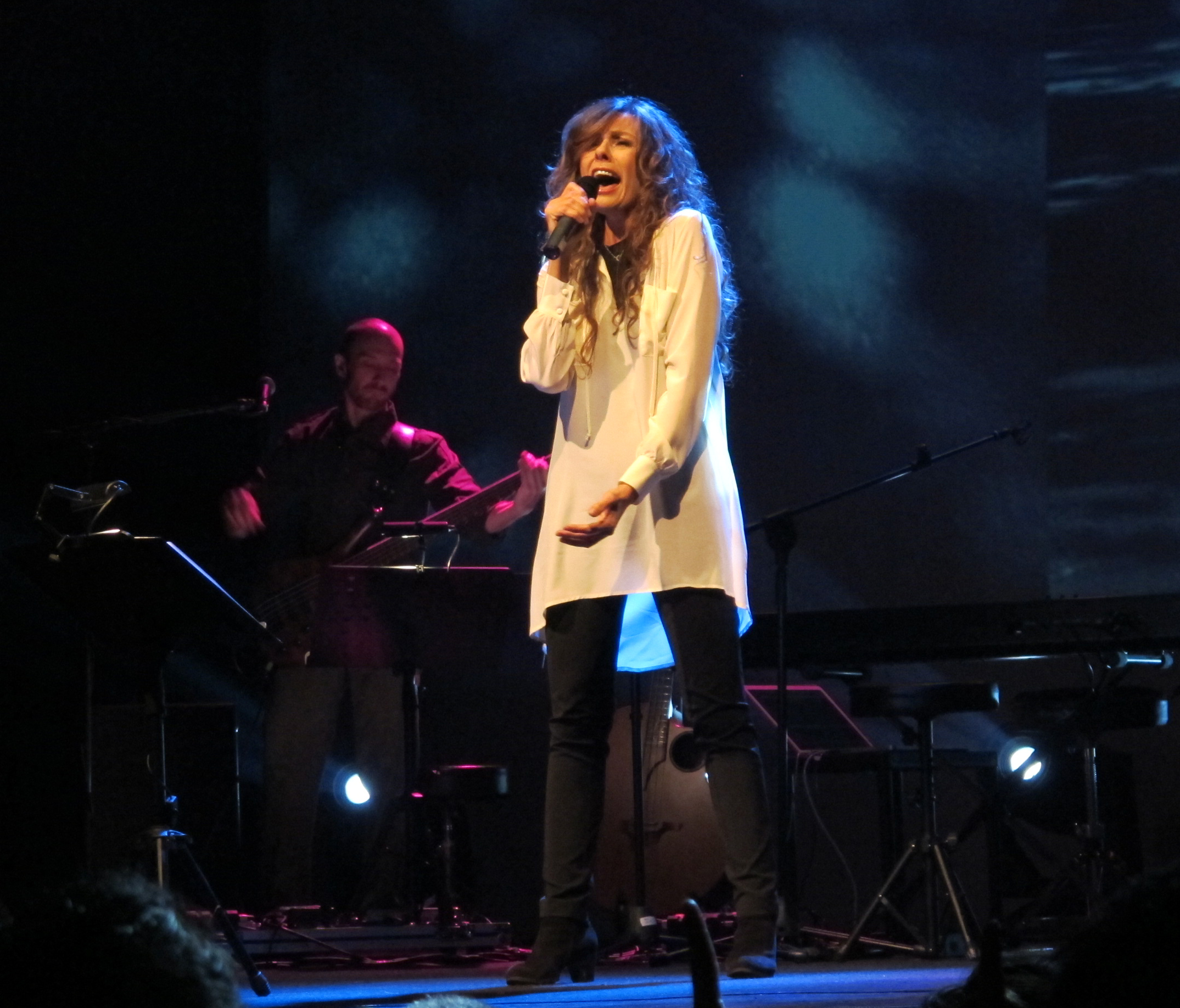
Alice in concerto a Firenze nel 2012

Nel settembre 2012 esce, dopo 14 anni dall'ultimo disco di inediti, l'album Samsara, il quale viene anticipato dal singolo Nata ieri, scritto da Tiziano Ferro. Il cd, pubblicato anche in Germania, debutta alla decima posizione nella classifica FIMI dei dischi più venduti. Per l'occasione, Tiziano Ferro dichiara: «Alice è un emblema di stile e di integrità. È un esempio di come ci si dovrebbe comportare quando si fa musica: seguendo l'istinto e la passione, assecondando i propri tempi e le proprie sensibilità. Scrivere per lei è stata una delle sfide più stimolanti dei miei ultimi dieci anni da autore.».
Nell'estate 2013, Alice partecipa in veste di special guest ai concerti di Franco Battiato e Antony con la Filarmonica Arturo Toscanini: duetta con Battiato nella cover di Claudio Rocchi La realtà non esiste e in I treni di Tozeur, per poi eseguire da sola Il vento caldo dell'estate. La registrazione del concerto all'Arena di Verona si concretizza nell'album Antony / Battiato - Del suo veloce volo - featuring Alice, pubblicato a novembre 2013. 
Sempre nell'autunno del 2013, Luca Carboni celebra i 30 anni di carriera con l'album Fisico & politico; il disco racchiude le hit del cantautore, riproposte in duetto con diversi artisti: Alice partecipa nella canzone Farfallina.
Il 19 e il 20 gennaio 2014, al Teatro Comunale di Bologna va in scena lo spettacolo di Marco Goldin su musiche di Franco Battiato La ragazza con l'orecchino di perla. La protagonista, rappresentata in due età differenti, è interpretata da Alice e Francesca Michielin, le quali duettano nel brano che dà titolo alla rappresentazione. 
Sabato 31 maggio 2014 partecipa a Sardegna chi_ama, concerto organizzato da Paolo Fresu all'Arena Grandi Eventi del Sant'Elia di Cagliari, i cui ricavati sono destinati alle scuole danneggiate dall'alluvione in Sardegna dell'autunno precedente. Al concerto, trasmesso in diretta da Rai 3, Alice canta Madre Notte e Prospettiva Nevski. Compare inoltre nell'album di Mario Venuti Il tramonto dell'Occidente nel brano Tutto appare, pubblicato a settembre 2014.
A novembre dello stesso anno viene pubblicato l'album Weekend, che vede la collaborazione di Franco Battiato, Luca Carboni e Paolo Fresu. L'album contiene alcune cover (fra cui La realtà non esiste di Claudio Rocchi, in duetto con Battiato), diversi inediti (come Veleni, brano scritto da Battiato e Manlio Sgalambro) e alcune nuove versioni di brani propri (fra cui Da lontano, qui proposta in duetto con Luca Carboni).
Durante l'estate 2015, Alice partecipa allo spettacolo ideato da Caterina Caselli La Dolce Vita, la musica del cinema italiano dove insieme a Morgan, Raphael Gualazzi, Tosca e alla filarmonica Arturo Toscanini esegue le arie più celebri del cinema italiano e internazionale, accompagnata da immagini suggestive e scene dei film. La regia è di Giampiero Solari.
Da febbraio ad aprile 2016 Alice è impegnata con Franco Battiato in un tour italiano di trentadue date, accompagnati dalla Ensemble Symphony Orchestra. Lo spettacolo alterna momenti in cui i due artisti si esibiscono singolarmente ad alcuni duetti (fra cui E ti vengo a cercare, Sentimiento Nuevo, I treni di Tozeur). Il tour registra il tutto esaurito in tutte le date, tant'è che a luglio vengono riproposti altri sette spettacoli. Il 4 novembre 2016 viene pubblicato il CD/DVD live del tour, dal titolo Live in Roma.
Nel maggio 2017 Alice collabora con il gruppo torinese "Miriam" cantando con la band nel loro singolo "Plutone".
Il 9 febbraio 2018 partecipa al Festival di Sanremo nella serata dedicata ai duetti, ospite di Ron nel brano Almeno pensami, inedito in gara di Lucio Dalla. Sulla decisione di invitare Alice, Ron dichiara: "La scelta è nata parlando anche con Baglioni (direttore artistico dell'edizione 2018 del festival, ndr): il testo parla di una storia d’amore adulto, bisognava trovare un’interprete speciale con una grande esperienza artistica e umana, il suo nome è venuto fuori per incanto, abbiamo fatto le prove e siamo molto contenti, è una persona splendida”.
Tra il 2018 e il 2019 riprende il tour del disco Viaggio in Italia, aggiungendo nuovi brani che strada facendo sono entrati nella sua produzione artistica. Il tour tocca anche la Germania, con tre date rispettivamente a Mannheim, Düsseldorf e Monaco.

### Anni 2020
Il 25 novembre 2022 viene pubblicato l'album Eri con me, nel quale Alice, accompagnata dal maestro Carlo Guaitoli al pianoforte e da I Solisti Filarmonici Italiani, reinterpreta 16 brani del repertorio di Franco Battiato.

## Vita privata
Fin dagli anni ottanta, Alice è legata sentimentalmente con Francesco Messina, produttore, fotografo, grafico, tastierista, autore di testi e musiche e collaboratore di Battiato, siciliano di origine e milanese d'adozione; i due non hanno figli.

## Discografia

### Album in studio
- 1975 - La mia poca grande età (Come Alice Visconti)
- 1978 - Cosa resta... un fiore (Come Alice Visconti)
- 1980 - Capo Nord
- 1981 - Alice
- 1982 - Azimut
- 1983 - Falsi allarmi
- 1985 - Gioielli rubati
- 1986 - Park Hotel
- 1987 - Elisir
- 1988 - Mélodie passagère
- 1989 - Il sole nella pioggia
- 1992 - Mezzogiorno sulle Alpi
- 1995 - Charade
- 1998 - Exit
- 1999 - God Is My DJ
- 2000 - Personal Juke Box
- 2003 - Viaggio in Italia
- 2012 - Samsara
- 2014 - Weekend
- 2022 - Eri con me

## Partecipazioni al Festival di Sanremo
- Festival di Sanremo 1972: Il mio cuore se ne va (Memo Remigi, Spiker) - NF
- Festival di Sanremo 1981:  Per Elisa (Alice, Franco Battiato e Giusto Pio) - 1º posto
- Festival di Sanremo 2000: Il giorno dell'indipendenza (Juri Camisasca) - 9º posto